# فج الحوضين
فج الحوضين بلدية تابعة لدائرة تابلاط بولاية المدية الجزائرية. تقع شمال بلدية تابلاط وتبعد بحوالي 10 كلم عن مقر دائرة تابلاط يقطنها حوالي 26000 نسمة 